# Trochoideus wasmanni
Trochoideus wasmanni es una especie de coleóptero de la familia Endomychidae.

## Distribución geográfica
Habita en Madagascar.